# Lefensmannen
De Lefensmannen (vaak afgekort tot LMC, naar Lefensmannenclan) is een uit Rotterdam afkomstige rapgroep. De groep is ontstaan vanuit een samenwerkingsproject tussen de rappers Ronnie Flex, Cartiez, Kid de Blits, Mafe, MaxiMilli, Def Major en producer-dj Montex.

## Geschiedenis
Ronnie Flex, Kid de Blits en MaxiMilli begonnen op de Zadkine Popacademie met zijn drieën muziek te maken onder de naam Jupiternegers. Later voerden ze een naamswijziging door naar Jupiterbwois. Na enkele nummers te hebben gemaakt kwamen ze in contact met de overige leden van Lefensmannen. In 2013 namen MaxiMilli en Def Major onder de naam JeneverJongens deel aan de Grote Prijs van Nederland.
In de zomer van 2013 kwamen ze langs in de 101Barz-studio en namen er een sessie op met onder andere het nummer Helden. Later brachten ze nummers uit als "In pak" en "Eeuwig dranken" als voorbode voor een Lefensmannen-mixtape. Samen met Bokoesam waren de Lefensmannen in het voorjaar van 2015 de begeleidende artiesten bij de albumconcerttournee van Ronnie Flex.

## Leden
- Ronnie Flex/Ronell Plasschaert (getekend bij Top Notch)
- Cartiez/Jean-Marc Koorndijk (Top Notch)
- Kid de Blits/Jasper Iglesias Fernández (Top Notch)
- MaxiMilli/Maximiliaan van Beek (ROQ 'N ROLLA Music)
- Mafe/Ferry van Willigen (Trifecta)
- Def Major/Donny Kouwenberg (Noah's Ark)
- Montex/Marvin Lalihatu